# 골든 글로브상
골든 글로브상(Golden Globe Awards)은 미국의 영화, 텔레비전상이다. 시상식은 만찬과 같이 진행된다. 1944년부터 할리우드 외신 기자 협회(Hollywood Foreign Press Association, HFPA)에서 기금 조성을 위해 시작했다. HFPA의 회원 93명이 국내외 훌륭한 영화, 텔레비전 작품을 선정해 시상한다. 아카데미상과 함께 영화계 최고 권위상으로 뽑힌다.
아카데미상, 그래미상, 에미상과 달리 할리우드에 있으면서 고정 출연자가 없는 단 두 개의 시상식 중 하나이다.
1996년에 HFPA가 NBC사와 새로이 시상식 방영을 계약을 했다. 대규모 네트워크가 없던 이전에는 TBS에서 방영되었다.
2007년에, 미국 서부 작가 연맹의 파업으로 인해 시상식이 취소되기도 했다.

## 시상 부문

### 영화 부문
- 작품상 - 극영화 부문
- 작품상 - 뮤지컬·코미디 영화 부문
- 감독상
- 남우주연상 - 극영화 부문
- 남우주연상 - 뮤지컬·코미디 영화 부문
- 여우주연상 - 극영화 부문
- 여우주연상 - 뮤지컬·코미디 영화 부문
- 남우조연상 - 영화부문
- 여우조연상 - 영화부문
- 각본상
- 음악상
- 주제가상
- 외국어영화상
- 애니메이션 영화상 (2006년부터 시상)
- 세실 B. 데밀 공로상

### 텔레비전 부문
1956년부터 시상:
- 드라마 시리즈 작품상
- 코미디 시리즈 작품상
- 남우주연상 - 드라마 시리즈 부문
- 남우주연상 - 코미디 시리즈 부문
- 여우주연상 - 드라마 시리즈 부문
- 여우주연상 - 코미디 시리즈 부문
- 남우주연상 - 리미티드 시리즈, 텔레비전 영화 부문
- 여우주연상 - 리미티드 시리즈, 텔레비전 영화 부문
- 남우조연상 (전 부문 망라)
- 여우조연상 (전 부문 망라)

### 폐지 부문
- 다큐멘터리상 (1977년: 34회차 시상식에서 마지막 시상)
- 영어 영화상 (1957년~1973년 시상)
- 남자신인상 (1983년: 40회차 시상식에서 마지막 시상)
- 여자신인상 (1983년: 40회차 시상식에서 마지막 시상)
- 촬영상 (1948년~1953년, 1955년, 1963년 시상)

## 같이 보기
- 영화상 목록